# سفر رازیل هاملخ
سِفِر رازیل هاملخ (عبری : ספר רזיאל המלאך به معنی کتاب رازیل فرشته) یک کتاب سحر یهودی کابالایستی است که در قرون وسطی پیدا شد.

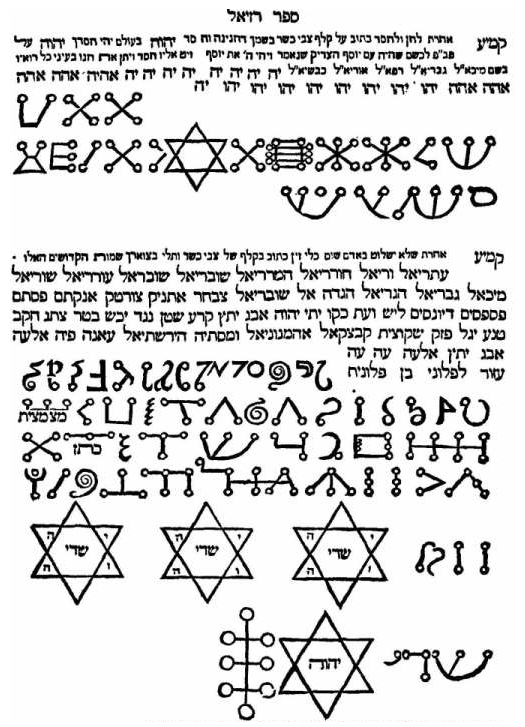
قسمتی از کتاب سفر رازیل هاملخ که شامل طلسمهای جادویی میباشد.

(عدة صفحات ملئة بطلسمات سحر كابلا قبالية من القرون الوسطى)

## تاریخچه
این کتاب دارای تاریخ مشخصی قبل از قرن سیزدهم نیست. هرچند که ممکن است بخشهایی از آن از کتاب بهیر یا سفر یتزیرا گرفته شده باشد. در افسانه ها در مورد این کتاب گفته میشود که محتوای آن توسط فرشته رازیل به آدم داده شد. محتوای کتاب بسیار از محتوای سفر یتزیرا کمک میگیرد. مطالب کتاب شامل نامهای فرشتگان، گماتریا، اخترشناسی و نامهای خدا است. این کتاب در زمان رنسانس در آلمان بسیار رایج شد و به علاوه پیکاتریکس مهمترین کتابهای سحر دانسته میشد. 